# اختبار بيوريت
اختبار بيوريت 

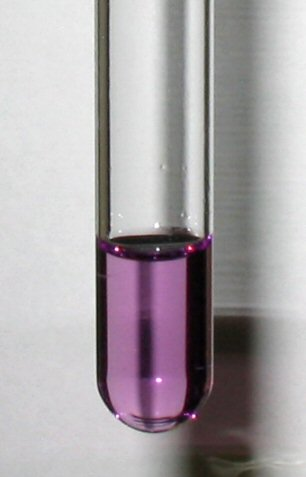
اللون البنفسجي المييز لاختبار بيوريت الإيجابي

هو اختبار كيميائي يستخدم لمعايرة البروتين في الدم والسوائل الحيوية للجسم وذلك وبوجود شوارد النحاس في وسط قلوي . وينتج عنه معقدات بنفسجية اللون بحيث تتناسب شدة اللون مع تركيز البروتين وذلك تبعا ل قانون بير-لامبرت 
وتتم معايرة هذا التفاعل اللوني بجهاز الفوتوميتر (مقياس الطيف الضوئي وبطول موجة. 565. نانومتر. 
وبالرغم من تسمية هذا التفاعل بالبيورت. إلا ان الكاشف لا يحوي مركب البيوريت ((H2N-CO-)2NH) وقد سمي بهذا الاسم لانه يعطي تفاعل ايجابي للروابط التي تشبه الرابطة الببتيدية الموجودة في جزيء البيوريت  كما يعطي للروابط الببتيدية الموجودة في جزئ البروتين.

## كاشف بيوريت
يتالف كاشف البيوريت  (Biuret reagent) من:
1. ماءات الصوديوم NaOH
2. كبريتات النحاس المائية
3. طرطرات البوتاسيوم والصوديوم

يضاف ملح طرطرات الصوديوم والبوتاسيوم إلى المعقد لتثبيت شوارد (أيونات) النحاس وتقوم البروتينات بإرجاع النحاس من الشكل الثنائي إلى الأحادي، وذلك بوجود ماءات الصوديوم التي تجعل الوسط قلويا. وينتج عن ذلك التبدل اللوني، الذي يتم قياسه بالفوتوميتر